# Владимир Вукчевић
Владимир Вукчевић (Београд, 29. јануар 1950) дипломирани је правник и некадашњи Јавни тужилац за Ратне злочине Републике Србије. Добитник је неколико награда и признања.

## Живот и образовање
Владимир Вукчевић је рођен 29. јануара 1950. године у Београду, где је завршио основну школу и гимназију. Правни факултет Универзитета у Београду уписао је 1968. године, а дипломирао је на Правном факултету Универзитета у Београду 25. децембра 1973. године. Правосудни испит положио је 22. марта 1977. године.
Одрастао је на Дедињу у Београду. Његов отац био је професор привредног и међународног привредног права на Правном факултету у Нишу, а мајка службеница.
Хтео је да студира архитектуру, али је ипак завршио на правима. За време студија бавио се каратеом и био члан тадашњег карате клуба Медицинар, најбољег у бившој Југославија, када је постао носилац црног појаса. Познавалац је енглеског и немачког језика. Ожењен је и отац три ћерке.
Након што је дипломирао, 1973. године одлази на одслужење војног рока у Сомбор. По повратку из војске запослио се као приправник у Другом општинском тужилаштву у Београду.
 Током ратних година у Окружном тужилаштву у Београду, радио је на најсложенијим судским поступцима.

#### Студентска летовања
У време када је студирао, летовања је проводио на мору. Започињао би их у Сплиту, а завршавао на Црногорском приморју, обилазећи родбину. Та летовања би трајала по месец и по дана, по принципу мало камповања, мало изнајмљивања соба. Дубровник је био град у који је најрадије свраћао, све док се није распала Југославија.

#### Војна служба
Након што је дипломирао 1973. године, покушао је да се запосли, међутим пошто није успео, отишао је на одслужење војног рока. Његов отац, иако је могао, није био за то да му син иде у правосуђе. Замишљао га је као научног радника и мислио да ће одмах након дипломе, наставити са магистарским студијама и докторатом.

#### Правничка каријера
Након положеног правосудног испита, изабран је за заменика у Првом општинском тужилаштву, али је истовремено радио и у Другом Општинском тужилаштву, у зависности од тога где га распореде. Тај посао му је био занимљив пошто је Тужилаштво покривало општине Стари град и Палилулу, подручја са најсложенијим облицима привредног криминала, па до различитих облика кривичних дела са елементима насиља. До 1991. године постао је један од најискуснијих заменика тужиоца. Те 1991. године, у време деветомартовских демонстрација радио је предмет Ива Ђукановића.
Дуго је радио у општинском тужилаштву и то му је било од велике користи у будућем раду. Радио је најкомпликованије предмете, саобраћајне несреће, као што је Теразијски тунел.

## Посао
За заменика јавног тужиоца у Првом општинском јавном тужилаштву у Београду изабран је априла 1978. године. Заменик окружног јавног тужиоца у Београду постао је 1994. године, а 2002. године постављен је за заменика Републичког Јавног тужиоца и шефа Кривичног одељења у Републичком Јавном тужилаштву.
У јулу 2003. године, Народна скупштина Републике Србије га је изабрала за тужиоца за Ратне злочине. У новембру 2009. године поново је изабран за ту функцију.

#### Дужности и надлежности јавног тужиоца
За кривична дела која гони по службеној дужности, тужилац је дужан:
1. да захтева спровођење истраге и усмерава ток претходног кривичног поступка;
2. да подиже и заступа оптужницу;
3. да изјављује жалбе против неправоснажних судских одлука;
4. да врши и друге радње одређене Законом о кривичном поступку (ЗКП );

Законом о Јавном тужилаштву се уређује оснивање, организација, надлежност и друга питања значајна за рад јавног тужиоца. Државни тужилац је самосталан и не зависи у свом раду и функцију врши на основу Устава Републике Србије, закона и међународно ратификованих уговора.
Тужилац у кривичном поступку наступа у двострукој улози: у улози странке у кривичном поступку, а јавља се и у улози државног органа задуженог да у кривичном поступку заступа државне интересе који су усмерени ка утврђивању истине, односно начела, да нико невин не буде осуђен, а да се кривцу изрекне кривична санкција.

## Награде и признања
- Личност године недељника „Време“ (2006);
- На основу анкете спроведене међу 180 новинара, у организацији агенције „Прагма“, добио признање „Новинар — ваш пријатељ“ за 2008. годину;
- Признање Министарства правде Републике Србије у сарадњи са Канадским пројектом реформе правосуђа у Србији, за изузетан допринос реформи правосуђа (2009);
- Lauret foruma „Kran Montana“, за изузетан допринос у прогону починилаца дела ратних злочина (2007).

• Поводом Дана државности, 15.02.2012. године, председник Републике Србије Борис Тадић одликовао је Акциони тим за лоцирање и хапшење хашких бегунаца Сретењским орденом првог степена, за нарочите заслуге на заштити и унапређењу правне државе. Орден је примио тужилац за ратне злочине Владимир Вукчевић.

## Научни и стручни радови
- „Правда је достижна“, НИН, 18. 3. 2010;
- „Запленићемо крвави новац“, Правда у транзицији — суочавања, 7. 2010;
- „Лични став: Зашто процесуирамо `јатаке`“?, Данас, 14. 2. 2011;
- „Правда са неопростивим закашњењем“, Време, 12. 5. 2011;
- „По закону чињеница“, Време, 13. 12. 2012.